# 三上正貴
三上 正貴（みかみ まさたか、1988年6月4日 - ）は、ジャパンラグビーリーグワン東芝ブレイブルーパス東京に所属するラグビーユニオン選手。

## プロフィール
- 青森県青森市出身。
- 主なポジションはプロップ (PR)。
- 身長: 178 cm、体重: 115 kg
- 日本代表キャップは35。（2018年11月現在）
- ニックネームはまーちゃん。

## 来歴
青森工業高校時代の2006年、後に東海大学および東芝ブレイブルーパスでチームメイトとなる、マイケル・リーチ らとともに、高校日本代表（高校ジャパン）選手に選出される。東海大学では2年時よりレギュラーの座を掴み、3年の時に、第46回大学選手権 で準優勝、4年時となる第47回の同大会でもベスト4をそれぞれ経験したが、いずれの大会も帝京大学に敗れた。
2011年、東芝ブレイブルーパス (現・東芝ブレイブルーパス東京)に加入。同年12月25日に行われたジャパンラグビートップリーグ第8節の神戸製鋼コベルコスティーラーズ戦に途中出場で公式戦初出場を果たす。2012年、ラグマッチョ総選挙で東芝ブレイブルーパス代表となり最終14候補に選出される。2013年、日本代表に初選出された。初のキャップは、同年4月20日の2013年アジア5カ国対抗対フィリピン戦。そして、同年6月に行われたウェールズ来日テストマッチ（リポビタンDチャレンジ）では2戦ともに先発出場。6月15日の対ウェールズ戦初勝利に貢献した。2015年、ラグビーワールドカップ2015の日本代表に選出された。 また同年12月にはスーパーラグビーの日本チームサンウルブズの2016年スコッドに入った。
2022年5月28日、ジャパンラグビーリーグワン2022プレーオフトーナメント3位決定戦において先発出場し通算100試合出場（ジャパンラグビーリーグワンと前身のトップリーグ との通算）を達成、試合後にピッチ上で家族と共に祝福された。